# Fernandes
Fernandes é um sobrenome da onomástica Luso - Espanhola. De origem patronímica, significa "filho de Fernando". Apresenta correspondentes em outras línguas, como Hernández em castelhano.

## Personalidades
- Álvaro Fernandes - navegador e explorador português
- António Fernandes - explorador português
- Diogo Fernandes - nobre galego, conde de Portucale
- Duarte Fernandes - explorador e diplomata português
- Florestan Fernandes - sociólogo e professor brasileiro
- Florestan Fernandes Júnior - jornalista brasileiro
- João Fernandes de Oliveira - contratador brasileiro de diamantes, companheiro de Chica da Silva
- João Fernandes Lavrador - explorador português
- Millôr Fernandes - desenhista, humorista, escritor, poeta e jornalista brasileiro
- Paula Fernandes - cantora brasileira
- Roberto Fernandes - treinador de futebol brasileiro
- Rodrigo Fernandes Valete - futebolista brasileiro
- Rogério Fernandes Ferreira - professor, economista e advogado português
- Sabrina Fernandes - socióloga, professora e youtuber brasileira
- Tony Fernandes - empreendedor malaio
- Vasco Fernandes - pintor português conhecido por Grão Vasco
- Vanessa Fernandes - triatleta portuguesa

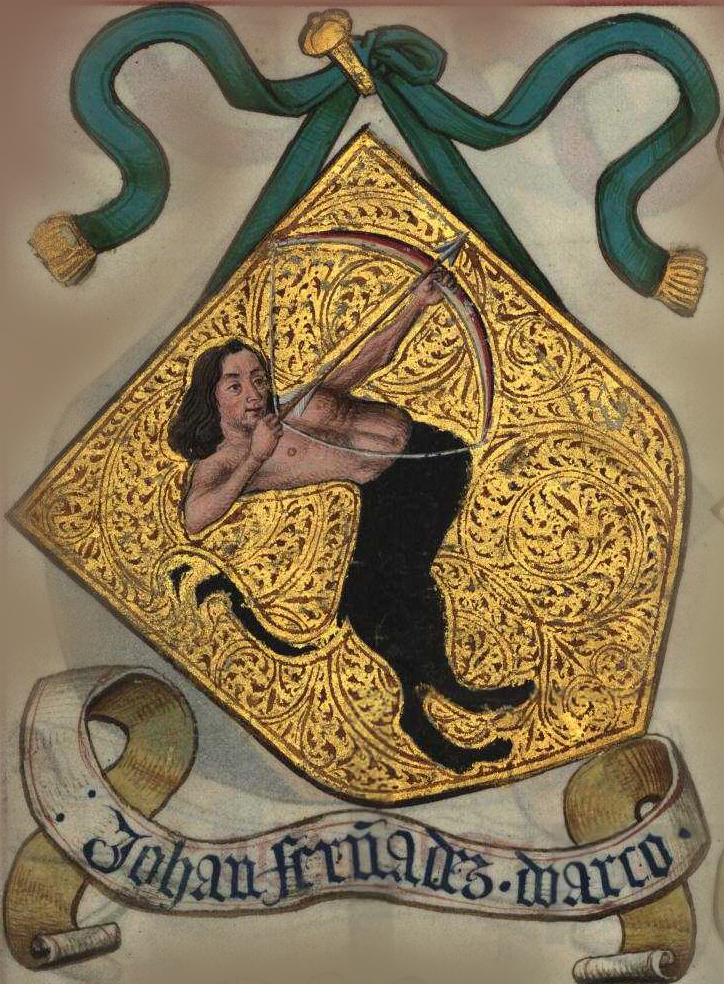
Brasão de João Fernandes do Arco, Livro do Armeiro-Mor, fl.134, João de Cró, ca. 1509.